# Deutscher Eishockeypokal 2008/09
Der Deutsche Eishockeypokal wurde in der Saison 2008/09 zum siebten Mal vom Deutschen Eishockey-Bund in Zusammenarbeit mit der Deutschen Eishockey Liga und der Eishockeyspielbetriebsgesellschaft ausgespielt.
Der Wettbewerb begann mit der Gruppenphase am 30. und 31. August 2008, das Finale fand am 24. Februar 2009 statt.

## Modus
Erstmals seit Bestehen des Wettbewerbs wurde die erste Pokalrunde als Gruppenphase ausgetragen. Insgesamt traten die 16 DEL-Teams gemeinsam mit den 13 Klubs der 2. Bundesliga sowie drei Oberligisten in acht Gruppen gegeneinander an. Jeweils zwei DEL-Vereine wurden in eine Gruppe gelost, hinzu kamen zwei unterklassige Teams. Nur der Gruppensieger erreichte das Viertelfinale, das wie in den vergangenen Jahren im k.-o.-System ausgespielt wurde. Die Vereine aus der DEL spielten dabei nur gegen die zwei unterklassigen Teams, sodass bei Punktgleichheit die Tordifferenz über den Gruppensieg entscheiden musste.

## Gruppenphase
An der ersten Runde des Deutschen Eishockeypokal 2008/09 nahmen teil:
| Die 16 Vereine der DEL | Die 13 Vereine der 2. Bundesliga | 3 Vereine aus der Oberliga                           |
| - Augsburger Panther - Eisbären Berlin (Titelverteidiger) - EV Duisburg - DEG Metro Stars - Frankfurt Lions - Hamburg Freezers - Hannover Scorpions - ERC Ingolstadt - Iserlohn Roosters - Kassel Huskies - Kölner Haie - Krefeld Pinguine - Adler Mannheim - Sinupret Ice Tigers - Straubing Tigers - Grizzly Adams Wolfsburg | - EC Bad Tölz - SC Bietigheim-Bissingen - REV Bremerhaven - ETC Crimmitschau - Dresdner Eislöwen - Wölfe Freiburg - Heilbronner Falken - EV Landshut - EHC München - EV Ravensburg - SC Riessersee - SERC Wild Wings - Lausitzer Füchse | - EV Füssen - EV Landsberg 2000 - Blue Lions Leipzig |

### Gruppe 1
| 30. August 2008 | SC Bietigheim-Bissingen | – | Frankfurt Lions | 3:2       | (1:0, 1:1, 1:1)      |  |
|                 | Heilbronner Falken      | – | Kassel Huskies  | 0:7       | (0:4, 0:3, 0:1)      |  |
| 31. August 2008 | SC Bietigheim-Bissingen | – | Kassel Huskies  | 3:4 n. V. | (1:0, 1:2, 1:1, 0:1) |  |
|                 | Heilbronner Falken      | – | Frankfurt Lions | 2:1       | (1:1, 0:0, 1:0)      |  |

|    | Team                    | Sp. | Tore | Pkt. |
| -- | ----------------------- | --- | ---- | ---- |
| 1. | Kassel Huskies          | 2   | 11:3 | 5    |
| 2. | SC Bietigheim-Bissingen | 2   | 6:6  | 4    |
| 3. | Heilbronner Falken      | 2   | 2:8  | 3    |
| 4. | Frankfurt Lions         | 2   | 3:5  | 0    |

### Gruppe 2
| 30. August 2008 | EHC München        | – | ERC Ingolstadt   | 0:3 | (0:1, 0:1, 0:1) |  |
|                 | Landshut Cannibals | – | Straubing Tigers | 2:5 | (1:2, 0:1, 1:2) |  |
| 31. August 2008 | EHC München        | – | Straubing Tigers | 2:5 | (0:2, 0:2, 2:1) |  |
|                 | Landshut Cannibals | – | ERC Ingolstadt   | 2:4 | (2:1, 0:2, 0:1) |  |

|    | Team               | Sp. | Tore | Pkt. |
| -- | ------------------ | --- | ---- | ---- |
| 1. | Straubing Tigers   | 2   | 10:4 | 6    |
| 2. | ERC Ingolstadt     | 2   | 7:2  | 6    |
| 3. | Landshut Cannibals | 2   | 4:9  | 0    |
| 4. | EHC München        | 2   | 2:8  | 0    |

### Gruppe 3
| 30. August 2008 | SC Riessersee | – | Augsburger Panther | 2:5 | (0:0, 1:2, 1:3) |  |
|                 | EC Bad Tölz   | – | DEG Metro Stars    | 2:5 | (0:1, 0:1, 2:3) |  |
| 31. August 2008 | SC Riessersee | – | DEG Metro Stars    | 2:5 | (1:1, 0:1, 1:3) |  |
|                 | EC Bad Tölz   | – | Augsburger Panther | 4:1 | (2:1, 1:0, 1:1) |  |

|    | Team               | Sp. | Tore | Pkt. |
| -- | ------------------ | --- | ---- | ---- |
| 1. | DEG Metro Stars    | 2   | 10:4 | 6    |
| 2. | EC Bad Tölz        | 2   | 6:6  | 3    |
| 3. | Augsburger Panther | 2   | 6:6  | 3    |
| 4. | SC Riessersee      | 2   | 4:10 | 0    |

### Gruppe 4
| 30. August 2008 | REV Bremerhaven | – | Kölner Haie | 3:2 | (0:0, 3:1, 0:1) |  |
|                 | EV Ravensburg   | – | EV Duisburg | 6:2 | (1:0, 1:1, 4:1) |  |
| 31. August 2008 | REV Bremerhaven | – | EV Duisburg | 0:5 | (0:1, 0:0, 0:4) |  |
|                 | EV Ravensburg   | – | Kölner Haie | 1:3 | (1:1, 0:0, 0:2) |  |

|    | Team            | Sp. | Tore | Pkt. |
| -- | --------------- | --- | ---- | ---- |
| 1. | EV Ravensburg   | 2   | 7:5  | 3    |
| 2. | EV Duisburg     | 2   | 7:6  | 3    |
| 3. | Kölner Haie     | 2   | 5:4  | 3    |
| 4. | REV Bremerhaven | 2   | 3:7  | 3    |

### Gruppe 5
| 30. August 2008 | SERC Wild Wings | – | Adler Mannheim   | 1:6 | (0:0, 1:5, 0:1) |  |
|                 | Wölfe Freiburg  | – | Krefeld Pinguine | 3:6 | (1:4, 1:1, 1:1) |  |
| 31. August 2008 | SERC Wild Wings | – | Krefeld Pinguine | 3:5 | (2:1, 1:2, 0:2) |  |
|                 | Wölfe Freiburg  | – | Adler Mannheim   | 1:5 | (0:3, 1:1, 0:1) |  |

|    | Team             | Sp. | Tore | Pkt. |
| -- | ---------------- | --- | ---- | ---- |
| 1. | Adler Mannheim   | 2   | 11:2 | 6    |
| 2. | Krefeld Pinguine | 2   | 11:6 | 6    |
| 3. | Wölfe Freiburg   | 2   | 4:11 | 0    |
| 4. | SERC Wild Wings  | 2   | 4:11 | 0    |

### Gruppe 6
| 30. August 2008 | ETC Crimmitschau   | – | Eisbären Berlin    | 3:5  | (0:0, 2:4, 1:1) |  |
|                 | Blue Lions Leipzig | – | Hannover Scorpions | 2:13 | (2:3, 0:5, 0:5) |  |
| 31. August 2008 | ETC Crimmitschau   | – | Hannover Scorpions | 2:4  | (0:0, 2:2, 0:2) |  |
|                 | Blue Lions Leipzig | – | Eisbären Berlin    | 2:10 | (0:2, 2:4, 0:4) |  |

|    | Team               | Sp. | Tore | Pkt. |
| -- | ------------------ | --- | ---- | ---- |
| 1. | Hannover Scorpions | 2   | 17:4 | 6    |
| 2. | Eisbären Berlin    | 2   | 15:5 | 6    |
| 3. | ETC Crimmitschau   | 2   | 5:9  | 0    |
| 4. | Blue Lions Leipzig | 2   | 4:23 | 0    |

### Gruppe 7
| 30. August 2008 | Dresdner Eislöwen | – | Grizzly Adams Wolfsburg | 3:6 | (2:1, 1:3, 0:2) |  |
|                 | Lausitzer Füchse  | – | Hamburg Freezers        | 0:5 | (0:1, 0:1, 0:3) |  |
| 31. August 2008 | Dresdner Eislöwen | – | Hamburg Freezers        | 2:5 | (1:2, 0:1, 1:2) |  |
|                 | Lausitzer Füchse  | – | Grizzly Adams Wolfsburg | 1:8 | (1:3, 0:1, 0:4) |  |

|    | Team                    | Sp. | Tore | Pkt. |
| -- | ----------------------- | --- | ---- | ---- |
| 1. | Grizzly Adams Wolfsburg | 2   | 14:4 | 6    |
| 2. | Hamburg Freezers        | 2   | 10:2 | 6    |
| 3. | Dresdner Eislöwen       | 2   | 5:11 | 0    |
| 4. | Lausitzer Füchse        | 2   | 1:13 | 0    |

### Gruppe 8
| 30. August 2008 | EV Füssen         | – | Sinupret Ice Tigers | 1:9  | (1:4, 0:3, 0:2) |  |
|                 | EV Landsberg 2000 | – | Iserlohn Roosters   | 0:10 | (0:4, 0:3, 0:3) |  |
| 31. August 2008 | EV Füssen         | – | Iserlohn Roosters   | 2:7  | (0:4, 2:2, 0:1) |  |
|                 | EV Landsberg 2000 | – | Sinupret Ice Tigers | 1:7  | (0:3, 0:4, 1:0) |  |

|    | Team                | Sp. | Tore | Pkt. |
| -- | ------------------- | --- | ---- | ---- |
| 1. | Iserlohn Roosters   | 2   | 17:2 | 6    |
| 2. | Sinupret Ice Tigers | 2   | 16:2 | 6    |
| 3. | EV Füssen           | 2   | 3:16 | 0    |
| 4. | EV Landsberg        | 2   | 1:17 | 0    |

## Viertelfinale
Folgende Teams sind für das Viertelfinale qualifiziert:
| 7 Vereine aus der DEL | 1 Verein aus der 2. Bundesliga |
| - DEG Metro Stars - Hannover Scorpions - Iserlohn Roosters - Kassel Huskies - Adler Mannheim - Straubing Tigers - Grizzly Adams Wolfsburg | - EV Ravensburg                |

| 8. Oktober 2008  | EV Ravensburg      | – | Grizzly Adams Wolfsburg | 3:4 (1:0, 1:1, 1:3)                 | Zuschauer: 1.700 |
| 15. Oktober 2008 | Hannover Scorpions | – | Adler Mannheim          | 2:1 n. V. (0:0, 1:0, 0:1, 1:0)      | Zuschauer: 2.244 |
| 2. November 2008 | Iserlohn Roosters  | – | Kassel Huskies          | 1:5 (1:1, 0:2, 0:2)                 | Zuschauer: 2.604 |
| 9. Dezember 2008 | Straubing Tigers   | – | DEG Metro Stars         | 2:1 n. P. (0:0, 0:1, 1:0, 0:0, 1:0) | Zuschauer: 2.700 |

## Halbfinale
| 16. Dezember 2008 | Hannover Scorpions      | – | Kassel Huskies   | 2:1 n. V. (0:0, 1:0, 0:1, 1:0) | Zuschauer: 5.144 |
| 1. Februar 2009   | Grizzly Adams Wolfsburg | – | Straubing Tigers | 3:2 n. V. (0:1, 0:1, 2:0, 1:0) | Zuschauer: 2.350 |

## Finale
Das Finale fand am 24. Februar 2009 statt. Am 4. Januar 2008 wurde ausgelost, dass die Grizzly Adams Wolfsburg Heimrecht besaßen.  
| 24. Februar 2009 | Grizzly Adams Wolfsburg | – | Hannover Scorpions | 5:3 (3:0, 2:1, 0:2) | Zuschauer: 4.503 |

Damit waren die Grizzly Adams Wolfsburg zum ersten Mal in ihrer Vereinsgeschichte DEB-Pokalsieger.